# Zhongjianichthys rostratus
A Zhongjianichthys rostratus egy kora kambriumi gerinchúros élőlény. A legősibb ismert koponyások egyike. A faj holotípusát a kínai Maotianshan-palában (Yunnan tartomány, Chengjiang megye) fedezték fel.

## Lásd még
- Kambriumi robbanás